# Лихачова Олександра Іванівна
Олександра Іванівна Лихачова (25 вересня 1925 — 25 грудня 2009) — передовик радянського сільського господарства, доярка колгоспу імені Жданова Богдановицького району Свердловської області, Герой Соціалістичної Праці (1971).

## Біографія
Народилася в 1925 році в селі Мельохіна Свердловської області в багатодітній російській селянській родині.
У 1932 році сім'я потрапила під розкуркулення. Батька погнали на лісозаготівлі, а матір позбавили будинку. По поверненню додому батько став працювати головним агрономом колгоспу. 
У 1941 році завершила навчання в початковій школі і пішла працювати. У 16 років, закінчивши курси трактористки, почала обробляти землю на тракторі. Сіяла, косила, жала, перевиконувала норми в 1,5-2 рази. 15 років віддала цій професії.
У 1956 році перейшла працювати на ферму дояркою колгоспу імені Жданова. Поступово нарощувала надої від закріплених корів. Спочатку перейшла рубіж у 3000 кг молока в середньому від кожної корови за рік, а до восьмої п'ятирічки надої становили понад 5000 кілограмів молока. 
Указом Президії Верховної Ради СРСР від 8 квітня 1971 року за отримання високих показників у сільському господарстві і рекордні надої молока Олександрі Іванівні Лихачовій присвоєно звання Героя Соціалістичної Праці з врученням ордена Леніна і медалі «Серп і Молот».
Продовжувала працювати в радгоспі до виходу на пенсію, показувала високі виробничі результати. 
Проживала у селі Кунарське. 
Померла 25 грудня 2009 року. Похована на сільському кладовищі.

## Нагороди
- золота зірка «Серп і Молот» (08.04.1971)
- орден Леніна (22.03.1966, 08.04.1971)
- інші медалі.
- Почесний громадянин муніципального утворення "Богдановицький район" (28.06.2001).